# Crima din Göhrde
Crima din Göhrde (numită în presa germană:  Göhrde-Morde ) a avut loc în pădurea de lângă Göhrde din Niedersachsen, Germania. Aici au fost omorâte două persoane în vara anului 1989. Crima n-a fost elucidată de organele de criminalistică, fapt care a dat ocazie la speculații diferite. Se presupune că ambele crime au fost comise de același făptaș, care la două săptămâni la câteva sute de metri, ar fi ucis încă o pereche. Presa a numit regiunea din pădure Pădurea morții. Timp îndelungat drumeții au ocolit regiunea, cazul nefiind nici azi clarificat.